# 万次郎鉱

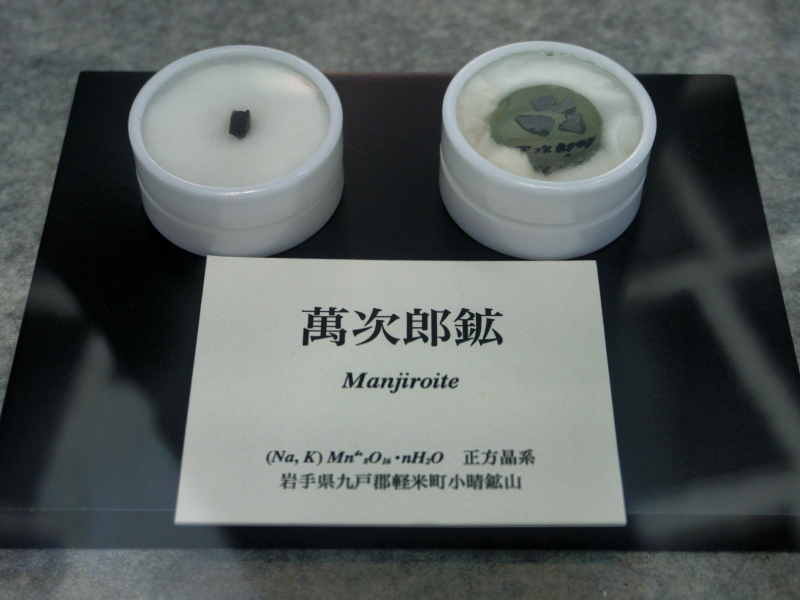
万次郎鉱（秋田大学附属鉱業博物館所蔵）

萬次郎鉱（まんじろうこう、万次郎鉱、Manjiroite）は、1967年に発表された日本産新鉱物で、東北大学の鉱物学者南部松夫などにより、岩手県の小晴（こはれ）マンガン鉱山で発見された。化学組成は、(Na,K)(Mn4+,Mn2+)8O16・nH2Oとされていたが、2013年に命名規約が設定された際にNa(Mn4+7Mn3+)O16と改訂された。正方晶系。ホランド鉱超族に分類され、クリプトメレン鉱のカリウムがナトリウムに置換したものである。
東北大学の鉱床学者渡辺萬次郎の、鉱床学における業績を称えて命名された。姓の渡辺でなく名の萬次郎を用いて命名したのは、東京大学に著名な鉱床学者渡辺武男がいたため、将来渡辺の名を冠した新鉱物が現れることに配慮したためと受け取られている（彼の名を冠した「渡辺鉱」は1993年になって発表・命名された）。
黒色から、褐色を帯びた濃い灰色の針状結晶の集合体が多く、モース硬度は3-3.5。クリプトメレン鉱とは外観上区別できない。
2022年になって、海外に渡った萬次郎鉱のタイプ標本の一部とされるものが分析され、ナトリウムよりも水が卓越している、と発表された。ただし、本当にタイプ標本かどうかは不明なうえ、新鉱物の可能性も指摘されている。